# Acido deacetilasperulosidico
L'acido deacetilasperulosidico o acido asperulosidico è una sostanza chimica appartenente ai composti iridoidei, che sono una categoria di metaboliti secondari di alcune piante; sono questi dei monoterpeni sintetizzati a partire dall'isoprene.
La presenza dell'acido deacetilasperulosidico è notevole nella Morinda citrifolia o Noni.
Le attività cliniche rilevate, di questa sostanza, sia in vitro che in vivo sono:
- antinfiammatorie
- analgesiche
- antitumorali[11][14]
- antimutagene[15]
- epatoprotettive
- antiossidanti[16]